# Emotiv
Emotiv (von lat. emovere „erregen, in einen erregten Zustand versetzen“, engl. emotive und frz. émotif „gefühlsbetont, gefühlsbezogen“) ist ein Fremdwort, das in unterschiedlichen Bedeutungen gebraucht wird:
- Als Adjektiv wird emotiv besonders in der Zusammensetzung emotive Funktion in der Semiotik, Kommunikationswissenschaft und pragmatischen Sprachwissenschaft zuweilen für die expressive Funktion von sprachlichen und anderen Zeichen verwendet, um die Mitteilung der inneren Gefühls- und Bewertungshaltung des Sprechers/Senders von anderen Funktionen der Äußerungs- oder Kommunikationshandlung (wie der deskriptiven Mitteilung eines Sachverhalts oder der Appellfunktion an den Hörer/Empfänger) abzugrenzen. In der Sprechakttheorie gehört die emotive Funktion zu den illokutionären Funktionen von Sprechhandlungen.
- In der Psychotherapie versteht man unter Rational-Emotiver-Therapie eine Verhaltenstherapie, die einstellungs- und gefühlsbedingte Verhaltensstörungen therapiert.
- Unter dem Einfluss des Englischen wird Emotiv zuweilen als Substantiv gebraucht (das Emotiv, Plural die Emotive), um sprachliche Ausdrücke des Gefühls (z. B. Interjektionen) oder graphische Kennzeichnungen einer Gefühls- oder Stimmungslage („Emoticons“) zu bezeichnen.